# Чеви Чејс (Мериленд)
Чеви Чејс (енгл. Chevy Chase) насељено је место без административног статуса у америчкој савезној држави Мериленд.

## Демографија
По попису из 2010. године број становника је 9.545, што је 164 (1,7%) становника више него 2000. године.
| Група             | 2000.         | 2010.         |
| Белци             | 8.139 (86,8%) | 7.870 (82,5%) |
| Афроамериканци    | 345 (3,7%)    | 456 (4,8%)    |
| Азијати           | 279 (3,0%)    | 406 (4,3%)    |
| Хиспаноамериканци | 444 (4,7%)    | 528 (5,5%)    |
| Укупно            | 9.381         | 9.545         |